# グリル

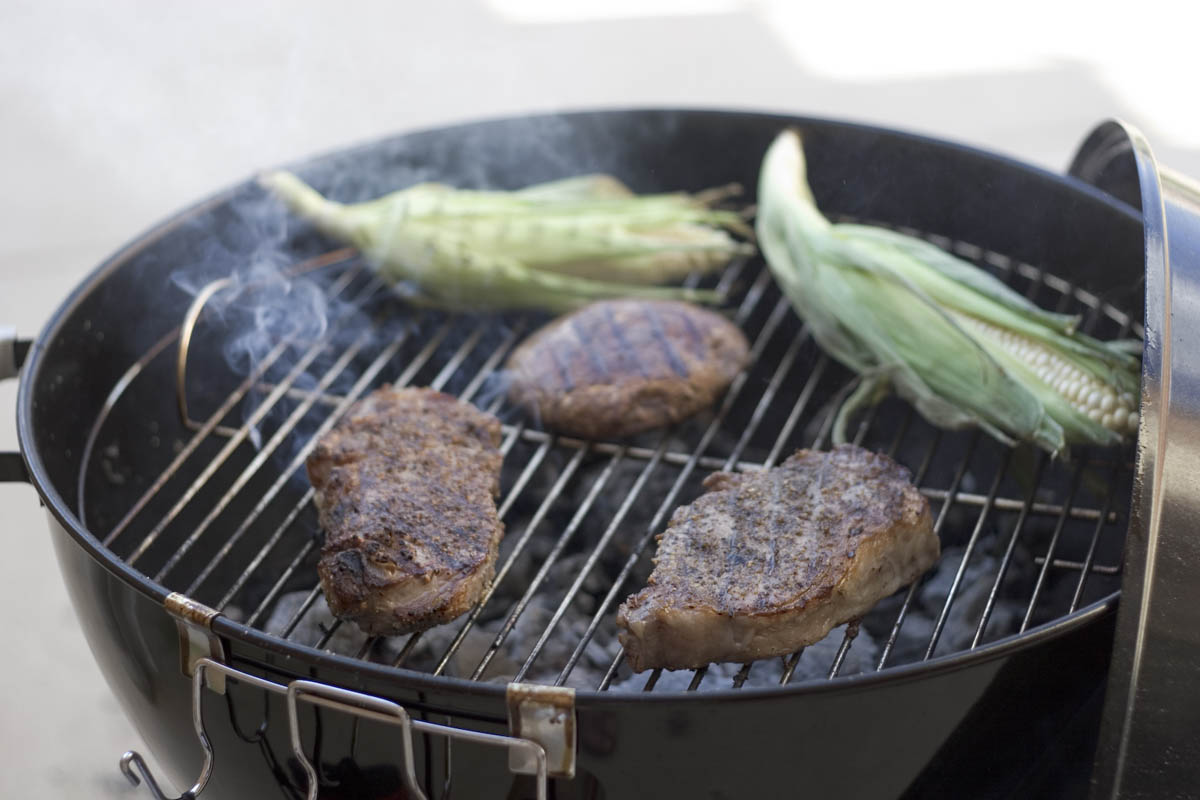
バーベキューグリル

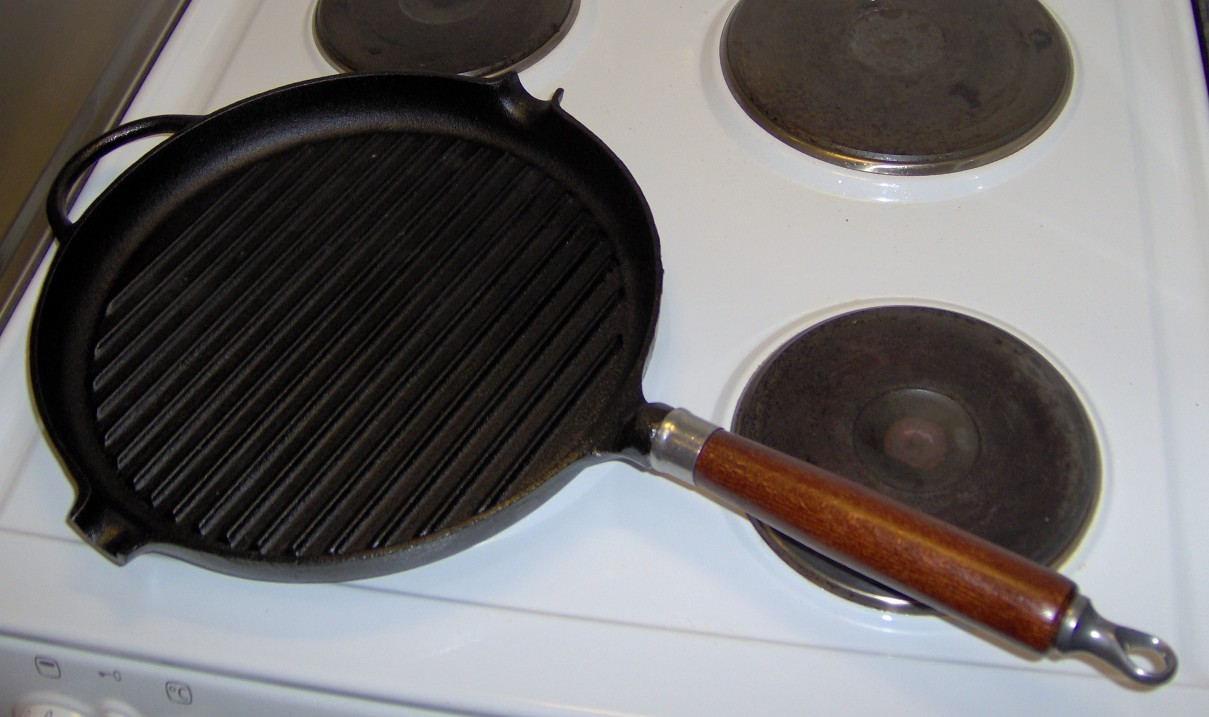
グリルパン

グリル（英語: grill）は調理用の金網（焼き網、グリッド）または鉄板（グリドル）のこと。または、それらを使った料理。この項目では主にグリルのための装置について記述する。

## 原理と効果
熱放射が網焼きの主要な加熱源で、熱である赤外線が光線の性質を持つことから、網焼き調理器具の中には熱を反射する仕組みを持ち、無駄なく食材へ当て高温を実現しているものが見られる。
網焼きにすると縞模様状や編み目状の焼き目が付く。グリルパンと呼ばれる複数の溝の付いたフライパンでも、焼網のような焼き目を付けられる。

## ガスグリル
グリル（ガスグリル）は、こんろやオーブンなどとともにガス調理器具に分類される。オーブンとの違いは、オーブンは庫内温度を一定にしながら食品を加熱するのに対し、ガスグリルは予備加熱を行わずに常温から加熱を始める点で違いがある。家庭用のガスグリルはガスコンロなどに搭載されている。

### 魚焼きグリル
魚焼きグリルは他のグリルやオーブンに比べると内部容積が小さいため立ち上がりが早く、例えばグラタン、ハッシュドポテトやピザのような洋食から、焼き魚（秋刀魚や干物）など和食まで幅広く対応できる。内部に付着した油を清掃せず、またグリル受け皿に水を入れずに調理すると発火・炎上することもある（水を必要としない魚焼きグリルもある）。
魚焼きグリルの網は焦げ付きを防止するため、フッ素系のコーティングで加工されている。

## バーベキューグリル
赤外線は発熱体から放射される性質上、食材が受けとる熱は距離の二乗に反比例する。熱量調節機能を持たないグリル調理器具では、替わりに発熱体からの距離を調節する機構をもつ。バーベキューグリルでは、食材は畜肉が主体となり、またある程度の大きさにそろえられることから、設計の時点で適切な熱量を想定でき、おおむね食材が程よく調理される距離に焼き網が張ってあり、この上に食材を置くことで適切な距離を取れ、美味しく調理されるよう工夫されている。